# Enrique González López
Enrique González López ist ein ehemaliger argentinischer Fußballspieler auf der Position eines Stürmers.

## Leben
González kam 1948 nach Mexiko, wo er zunächst für eine Saison beim Puebla FC unter Vertrag stand. Sein erstes Tor in der höchsten mexikanischen Spielklasse erzielte er am 10. Oktober 1948 zum 2:1-Endstand gegen Moctezuma Orizaba.
Zur Saison 1949/50 wechselte er zum amtierenden Meister León FC, bei dem er die folgenden drei Jahre unter Vertrag stand. Nach dem erneuten Meistertitel der Esmeraldas in der Saison 1951/52 verließ González den León FC und unterschrieb beim CD Marte, mit dem er alle Höhen und Tiefen des Fußballgeschäfts erlebte. Zunächst gewann er mit den Marcianos einen weiteren Meistertitel in der Saison 1953/54, bevor er in der darauffolgenden Saison 1954/55 mit Marte in die zweite Liga abstieg.
Nach dem Abstieg des CD Marte schloss González sich dem ebenfalls im Bundesstaat Morelos beheimateten aktuellen Meister CD Zacatepec an, bei dem er die Spielzeiten 1955/56 und 1956/57 verbrachte. Weil der mexikanische Pokalwettbewerb erst im Anschluss an die Punktspielrunde ausgetragen wird, ist nicht sicher, ob González noch zum Kader der Mannschaft gehörte, die in der Saison 1956/57 die Copa México gewann.

## Erfolge
- Mexikanischer Meister: 1952 (mit León) und 1954 (mit Marte)